# Baia de Criș
Baia de Criș é uma comuna romena localizada no distrito de Hunedoara, na região histórica da Transilvânia. A comuna possui uma área de 89.72 km² e sua população era de 2871 habitantes segundo o censo de 2007.